# En moderne Trikotagefabrik
En moderne Trikotagefabrik er en dansk dokumentarisk stumfilm fra 1917 med ukendt instruktør. Virksomheden i filmen, Henriques & Løvengreen's Trikotagefabrikker, lå på hjørnet af Mariendalsvej 46 på Frederiksberg. Efterfølgende har der i bygningerne blandt andet været Optikerskolen, Frederiksberg Tekniske Skole og Montessori Seminariet.
På Henriques & Løvengreen's Trikotagefabrikker producerer man blandt andet "Makosan hygiejniske underbenklæder".